# حزب کمونیست عراق
حزب کمونیست عراق (عربی: الحزب الشیوعی العراقی / کردی: حزبی شیوعی عراق) حزبی است با بینش مارکسیستی، که از سال ۱۹۳۴ به بعد در عراق فعالیت می‌کند.

## تاریخچه
دبیرکل حزب از ۱۹۴۱ تا زمان اعدامش در ۱۹۴۹ یوسف سلمان یوسف، (ت. ۱۹۰۱) از اولین کمونیست‌های عراق بود. از ۱۹۶۴ تا ۱۹۹۳ عزیز الحاج (کرد فیلی) دبیرکل حزب بود، پس از وی مجید موسی جانشین وی شد.
در کودتای ضدسلطنتی ۱۴ ژوئیه ۱۹۵۸ (۲۳ تیر ۱۳۳۷) ژنرال عبدالکریم قاسم نظامی چپگرای عراقی علیه فیصل کودتا کرد، و به حیات رژیم پادشاهی عراق خاتمه داد. حکومت عبدالکریم قاسم جهت‌گیری آشکاری را به سمت شوروی شروع کرد و مورد حمایت حزب کمونیست عراق واقع شد.
عبدالکریم قاسم در سوءقصد دست راستی‌ها که با مدیریت سیا انجام گرفت کشته شد و نیروهای دست راستی روی کار آمدند. حزب بعث عراق به خاطر شرکت در رشته‌ای از اعمال تبهکارانه، در پایان سال ۱۹۶۳ از ائتلاف حکومتی عراق کنار گذاشته شد، اما حزب بعث مخفیانه به تدارک کودتا پرداخت تا سرانجام در کودتای سال ۱۹۶۸ (۱۳۴۷) قدرت را به دست گرفت.
کودتای حزب بعث عراق که در سال ۱۹۶۸ پیروز شد، تعداد قابل‌توجهی از اعضای حزب کمونیست عراق با مدیریت صدام حسین در قصر النهایه اعدام شدند. در سال ۱۹۷۸ صدام حسین مجدداً بسیاری از افسران و نظامیان کمونیست را بازداشت و اعدام کرد.
به نظر حزب کمونیست عراق: مردم عراق ۱۱ سال فاجعه‌بار را از ۲۰۰۳ تا سال ۲۰۱۴، پشت‌سر گذاشته‌اند. وقت آن رسیده که به این فاجعه خاتمه داده شود. برای این کار باید الگوهای جدید و راه حل هائی که از دل حوادث ۸ ساله بیرون می‌آیند جستجو شوند و حال این جستجو، کار پایه دولت آشتی ملی قرار گیرد. هیچ دولتی درعراق نمی‌تواند به «قدرت» به چشم یک «غنیمت» به چنگ آمده نگاه کند. این بزرگ‌ترین اشتباه است، چرا که خود موجب ادامه جنگ و انفجار و کشتار می‌شود. هیچ دولتی در عراق نمی‌تواند خود را مصون از پاسخگوئی دربارهٔ پولی شود که در ۸ سال گذشته معلوم نیست در کجا و چگونه هزینه شده یا به جیب این و آن رفته‌است. ما اعتقاد داریم که ائتلاف جدید باید در جهت برپائی عراق دمکراتیک و پاسخگوئی دربارهٔ ثروت ملی گام بردارد. ما اعتقاد داریم که این خواست مردم قربانی شده، غارت شده و آواره عراق است.
مسئولان عراق به‌تازگی (۲۰۱۱) از موضعگیری حزب کمونیست عراق و حمایت نمودن حزب از تظاهرات مردم کشور (۲۰۱۱)، ابراز عدم رضایت می‌نمایند. حزب کمونیست عراق قبل از شروع تظاهرات مسئولان را مطلع نمود که از درخواست‌های قانونی و طبیعی هموطنان حمایت می‌کند: همیشه از هموطنانی که برای درخواست حقوق قانونی و طبیعی خود به خیابان‌ها می‌ریزند حمایت می‌کنیم، زیرا آن‌ها از احزاب نیز بزرگتر هستند. حزب بارها در اسناد کتبی تأکید نموده که باید اصلاحاتی در موسسات سیاسی صورت گیرد و از مردم دعوت به عمل آوردیم، حقوق خود را درخواست نمایند. حمید مجید موسی دبیرکل حزب تأکید نموده: حزب کمونیست عراق در تظاهرات مردمی مشارکت نمود و درخواست نمود اصلاحاتی صورت گیرد و به فساد اداری و مالی در موسسه‌های کشور خاتمه داده شود. 
تحولات در عراق علی‌رغم همه دشواری‌ها گریز ناپذیراست. بر خلاف آنچه ادعا می‌کنند، جامعه در حال حرکت به جلوست. مردم با درد و رنج اعتراضات خود را بیان می‌کنند و نگران آینده‌اند. رقابت میان جناح‌های قدرت پنهان شدنی نیست. هرکدام امتیاز بیشتری برای خود می‌خواهند، و در این میان بازنده مردم عراق‌اند. این رقابت در ادامه جنگ در میهن ما نقش مهمی دارد. تنش میان این نیروها هرج و مرج و مجادله میان بلوک‌های سیاسی را تشدید می‌کند. در چنین شرایطی قرار است نیروهای آمریکائی خاک میهن ما را ترک کنند. ما نیز مانند شماری دیگر از نیروهای سیاسی از این اقدام خرسندیم و آن را پیروزی ملت عراق می‌دانیم.

## واکنش‌ها
در پی ترور قاسم سلیمانی، فرمانده وقت نیروی قدس سپاه پاسدران انقلاب اسلامی، این حزب بیانیه شدید الحنی در انتقاد از آمریکا منتشر نمود و مسبب تبدیل شدن عراق به کارزار جنگ‌های نیابتی را حضور نیروهای خارجی دانست و خواستار خروج فوری نیروهای ناتو از عراق شد.

## فهرست دبیران کل
| No. | Name                       | Assumed Position                                                     | Left Position |  |
| --- | -------------------------- | -------------------------------------------------------------------- | ------------- |  |
| ۱   | امین فلایح                 | مه ۱۹۳۵                                                              | دسامبر ۱۹۳۵   |  |
| ۲   | عبدالله مسعود              | ۱۹۴۱                                                                 | اکتبر ۱۹۴۱    |  |
| ۳   | یوسف سلمان یوسف (رفیق فهد) | اکتبر ۱۹۴۱                                                           | فوریه ۱۹۴۹    |  |
| ۴   | بهاالدین نوری              | سپتامبر ۱۹۴۹ (effectively, officially appointed only in August 1951) | آوریل ۱۹۵۳    |  |
| ۵   | عبدالکریم احمد الداوود     | آوریل ۱۹۵۳                                                           | ژوئن ۱۹۵۴     |  |
| ۶   | حمید عثمان                 | ژوئن ۱۹۵۴                                                            | ژوئن ۱۹۵۵     |  |
| ۷   | حسین الرادی (سلام عادل)    | ژوئن ۱۹۵۵                                                            | فوریه ۱۹۶۳    |  |
| ۷   | عزیز الحاج (کرد فیلی)      | اوت ۱۹۶۴                                                             | ۱۹۹۳          |  |
| ۸   | حمید مجید موسی             | ۱۹۹۳                                                                 | تاکنون        |  |